# Línea Este (La Plata)
La línea 503, más conocida como Línea Este es una línea de colectivos urbana del Partido de La Plata. Es operada por Unión Platense S.R.L. y MicroExprés S.A, su propietaria es Nueve de Julio S.A.T.

## Recorrido
Ramales:
Expreso(Unión Platense S.R.L.)
- 10- Barrio Aeropuerto - Plaza Rocha - Plaza San Martín - Plaza Italia - Term. de Ómnibus - Estación de ferrocarril
- 11 Barrio Aeropuerto - Hosp. Policlínico - Plaza Rocha - Plaza San Martín - Estación de ferrocarril
- 14 Parque Sicardi - Villa Garibaldi - Plaza Rocha - Plaza Italia - Term. de Ómnibus - Estación de ferrocarril
- 15 Barrio Aeropuerto - Diag. 80 y 116 - Estación de ferrocarril - Term. De Ómnibus - Plaza Italia - Plaza Moreno - Plaza Matheu - 7 y 622
- 16 Villa Alba - Villa Elvira - Plaza Rocha - Plaza San Martín - Plaza Italia - Estación de ferrocarril
- 45 Avenida Circunvalación por 32 - Gambier - Cementerio - 72 y 120 - 1 y 60 - Estación de ferrocarril
- 46 32 y 122 - Estación de ferrocarril - 1 y 60 - Avenida Circunvalación por 72 - Gambier - 13 y 32
- 61 Barrio Monasterio - Hosp. Policlínico - Plaza Rocha - Plaza Moreno - Plaza San Martín - Estación de ferrocarril - Term. de Ómnibus - Plaza Alsina
- 80 Ignacio Correas - Villa Garibaldi - Plaza San Martín - Term. De Ómnibus - Estación de ferrocarril

MicroExprés S.A (Nueve de Julio S.A.T.)
- 12 Barrio Aeropuerto - Barrio Monasterio - Hospital de Niños - Col. Nacional - Plaza Rocha - Plaza San Martín - Plaza Italia - Term. de Ómnibus - Estación de ferrocarril
- 13 Barrio Aeropuerto - Barrio Monasterio - Hosp. De Niños - Plaza Moreno - Plaza San Martín - Estación de ferrocarril

## Flota

### Flota Microexprés
| Coches: | Carrocería y Modelo: | Chasis:                     | Patente y Año: | Aire acondicionado | Su pasado |
| ------- | -------------------- | --------------------------- | -------------- | ------------------ | --- |
| 01      | Ugarte Americano III | Mercedes Benz OF1418/52     | OLV421 2015    | No                 | Ex 360 del Corredor 3 San Ignacio                                                                             |
| 02      | Ugarte Americano III | Mercedes Benz OF1418/52     | PAS658 2015    | No                 | Ex Corredor 3 San Ignacio                                                                                     |
| 03      | Metalpar Tronador II | Mercedes Benz OF1418/52     | KZZ115 2012    | No                 | El Libertador de Mar del Plata                                                                                |
| 04      | Metalpar Tronador II | Mercedes Benz OF1418/52     | PIK615 2015    | No                 | Ex 65 de la Oeste                                                                                             |
| 05      | Metalpar Iguazú III  | Mercedes Benz OH1621L-SB/55 | AC188VO 2018   | Sí                 | Ex 114 de la 180                                                                                              |
| 06      | Metalpar Iguazú III  | Mercedes Benz OH1621L-SB/55 | AC288LK 2018   | Sí                 | Ex 117 de la 180                                                                                              |
| 07      | Ugarte Americano III | Mercedes Benz OF1418/52     | NLO356 2014    | Sí                 | Ex Corredor 3 San Ignacio                                                                                     |
| 08      | Ugarte Europeo IV    | Mercedes Benz OH1718L-SB/62 | NPP782 2014    | Sí                 | Ex 19 de la 548 ex ex 62 y 51 de la 152                                                                       |
| 09      | Metalpar Tronador II | Mercedes Benz OF1418/52     | LYX599 2012    | No                 | - |
| 10      | Metalpar Tronador II | Mercedes Benz OF1418/52     | LYX590 2012    | No                 | - |
| 11      | Metalpar Tronador II | Mercedes Benz OF1418/52     | LNX906 2012    | No                 | - |
| 12      | Nuovobus Cittá       | Mercedes Benz OF1621/52     | AF072UU 2022   | No                 | - |
| 13      | Metalpar Tronador II | Mercedes Benz OF1418/52     | NNH442 2014    | No                 | Ex Corredor 3 San Ignacio                                                                                     |
| 14      | Metalpar Tronador II | Mercedes Benz OF1418/52     | LYX597 2012    | No                 | - |
| 15      | Metalpar Tronador II | Mercedes Benz OF1418/52     | LHZ742 2012    | No                 | Ex 4, 17 y 1 de la misma ex ex Pueyrredon Mar del Plata                                                       |
| 16      | Metalpar Tronador II | Mercedes Benz OF1418/52     | NRX789 2014    | No                 | Ex 208 y 207 de las líneas 215, 225 y 414 ex ex 47 y 90 de la Oeste ex ex ex 207 de las líneas 215, 225 y 414 |

#### Carrocerías, chasis y años

##### Carrocerías de los coches
| Carrocerías: | Cuantos coches son: | Interno de los coches:                      |
| ------------ | ------------------- | ------------------------------------------- |
| Metalpar     | 11                  | 03, 04, 05, 06, 09, 10, 11, 13, 14, 15 y 16 |
| Ugarte       | 4                   | 1, 2, 7 y 8                                 |
| Nuovobus     | 1                   | 12                                          |

##### Chasis
| Chasis:                     | Cuantos coches son: | Interno de los coches:                   |
| --------------------------- | ------------------- | ---------------------------------------- |
| Mercedes Benz OF1418/52     | 12                  | 1, 2, 3, 4, 7, 9, 10, 11, 13, 14, 15, 16 |
| Mercedes Benz OF1621/52     | 1                   | 12                                       |
| Mercedes Benz OH1718L-SB/62 | 1                   | 8                                        |
| Mercedes Benz OH1621L-SB/55 | 2                   | 5 y 6                                    |

##### Año
| Año: | Cuantos coches son: | Interno de los coches: |
| ---- | ------------------- | ---------------------- |
| 2022 | 1                   | 12                     |
| 2018 | 2                   | 5 y 6                  |
| 2015 | 3                   | 1, 2 y 4               |
| 2014 | 4                   | 7, 8, 13 y 16          |
| 2012 | 6                   | 3, 9, 10, 11, 14 y 15  |